# Alfonso Campos Jessurun
Alfonso Enrique Campos Jessurun (Maracaibo, Venezuela; 25 de octubre de 1972) es un pastor, militar, y político venezolano. Actualmente es uno de los diputados en la V Legislatura de la Asamblea Nacional de Venezuela. Es pastor en la Iglesia Maranatha Venezuela en Caracas y líder en la organización El Evangelio Cambia. Es teniente coronel retirado de la Aviación Militar Bolivariana. Es el secretario general nacional del partido El Cambio, que lo postuló como candidato a diputado en las elecciones parlamentarias de Venezuela de 2020, quedando electo por lista nacional.

## Biografía

### Vida y carrera militar
Hijo de Enrique Campos, un emigrante español de la posguerra y Alma Jessurun, zuliana.
Creció su mayor parte en Ciudad Ojeda, donde cursó la educación primaria. Se mudó junto a su familia a San Cristóbal, estado Táchira, y cursa su bachillerato en el colegio Los Pirineos – Don Bosco.
Al culminar su bachillerato, se une a la Aviación Militar Bolivariana, e inicia como Cadete en la Academia Militar de la Aviación Bolivariana, ubicada en Maracay, estado Aragua.
En 1994 se gradúa como Oficial de la Aviación Militar Bolivariana. Es enviado a Chile a estudiar Ingeniería con el ejército del país, donde obtiene un título de ingeniero de armas, mención mecánica en la Academia Politécnica Militar del Ejército de Chile (ACAPOMIL).
En 1998, realiza una especialización en armamento aeronáutico para Oficiales Nº 1. En 2006, obtiene una especialización en Administración de los Recursos del Poder Aéreo, en la Escuela Superior de Guerra Aérea de la FANB. En 2009 realiza una especialización en caracterización de sólidos en la Escuela de Química de la Facultad de Ciencias de la Universidad Central de Venezuela (UCV).
En 2011 pasa a ser Oficial G1 de la Brigada de la Guardia de Honor Presidencial. En 2013 se retira con el grado de Teniente Coronel.

### Familia y pastorado
En 2006 se casa con Yeni Quintero, de esa unión matrimonial, nacen sus tres hijos Jesús Daniel Campos Quintero, Gabriela Campos Quintero y Andreína Campos Quintero. Su primer hijo fallece y esto lo inspira a escribir su libro "Superando la Partida". Años más tarde asume el pastorado de la Iglesia Maranatha Venezuela en Caracas.

## Carrera política
El 4 de septiembre de 2020 es postulado como candidato por Lista Nacional del partido El Cambio. El 7 de diciembre de 2020 en horas de la madrugada el Consejo Nacional Electoral (CNE) anuncia su primer boletín donde Campos se adjudica como diputado de la V Legislatura de la Asamblea Nacional.